# 혼카와네정
혼카와네정(本川根町)은 시즈오카현 하이바라군 최북단에 위치했던 산간의 정이다. 현재의 가와네혼정에 해당한다.
오이강이 사행하면서 정이 남북으로 흐르며, 약간의 평지에 취락이 산재한다. 증기기관차로 알려진 오이가와 철도 북쪽 터미널 천두역을 거느리고 있으며, 촌마타협 온천과 접벽협 온천, 남알프스 남부의 등산 기지로서 시즌에는 관광객들로 붐빈다. 또한 오이카와 댐을 비롯한 수력 발전 시설은 마을의 중요한 산업 중 하나가 되고 있다.

## 역사
- 1889년 10월 1일 - 가미카와네촌, 히가시카와네촌이 촌제를 시행해 성립하였다.
- 1956년 9월 30일 - 가미카와네촌, 히가시카와네촌이 합병해 하이바라군 혼카와네정이 정으로 시행하였다.
- 2005년 9월 20일 - 나카가와네정과 합병해 가와네혼정이 되었다.

## 교통

### 철도
- 오이가와 철도
  - 오이가와 본선
  - 이카와 선

### 도로
- 국도 362호선